# چم چنار
چم چنار، روستایی از توابع بخش کامفیروز شهرستان مرودشت در استان فارس ایران است.

## جمعیت
این روستا در دهستان کامفیروز شمالی قرار دارد و براساس سرشماری مرکز آمار ایران در سال ۱۴۰۱، جمعیت آن ۵۰۰ نفر (۷۰خانوار) بوده‌است.